# ロトとその娘たち (グエルチーノの絵画)
『ロトとその娘たち』（ロトとそのむすめたち、仏: Loth et ses filles、英: Lot and His Daughters）は、イタリアのバロック絵画の巨匠グエルチーノがにキャンバス上に油彩で制作した絵画である。『旧約聖書』の「創世記」 (19:30-38) にあるロトの逸話を主題としている。本来、ジロラモ・パネッシ (Girolamo Panessi) のために描かれたが、1651年にマントヴァ公カルロ2世・ゴンザーガ＝ネヴェルスに手渡され、18世紀初頭までマントヴァ公爵家に所蔵されていた。1817年にルイ18世のコレクションに入り、現在パリのルーヴル美術館に所蔵されている。

## 作品
「創世記」の記述によると、ソドムとゴモラの町は悪徳と淫乱に満ちていた。ロトが移り住んでいたソドムは男色がはびこっていたため、神はゴモラとともに滅ぼそうとした。それを聞いたアブラハムはロトを救うために必死で神と交渉する。神は、ソドムを滅ぼす前に2人の天使を派遣して、様子を見ることにした。
ロトに歓待された天使たちは、彼に神がソドムを滅ぼそうとしているので、すぐ脱出しなくてはならないことを告げる。そして、ロトとその妻、娘たちに脱出する際、決して後ろを振り返ってはならないと忠告した。ロットの家族がソドムを去ると、神は硫黄と火をソドムとゴモラに降らせ、2つの町を焼き尽くした。この時、ロトの妻だけは後ろを振り返ってしまったので、塩の柱となってしまう。ロトと2人の娘たちは山の洞窟に身を寄せ、なんとか生き延びることができた。その後、ロトの娘たちは子孫が絶えることを危惧して、それぞれ父親を酔わせて交わり、彼の子供を産んだ。
「創世記」では、このような父娘の近親相姦は非難されているわけではなく、官能的な話でもない。民族の存続を画した娘たちの自己犠牲として捉えているからである。絵画に描かれているのは、ロトの半裸の長女が彼の盃に酒を注いでいるところである。ロトは酒しか見ていないが、長女は豊満な身体を鑑賞者の目に晒している。場面の挑発的な性質が彼女の燃えるような赤い上着によって強調されている。画面中央の背景には燃える都市が見えるが、その手前に塩の柱に変えられたロトの妻が灰色で表されている。